# Parisátide II
Parisátide, filha do rei Artaxerxes III da Pérsia, foi uma das esposas de Alexandre o Grande em 324 a.C., se casando com ele nas Bodas de Susa. O motivo de sua morte ainda é desconhecido, mas acredita-se que ela tenha sido envenenada pela primeira esposa de Alexandre, Roxana, em 323 a.C.